# Al-Mu'tasim
Abu Ishaq 'Abbas al-Mu'tasim ibn Harun, född 794, död 842, var en abbasidisk kalif, regent 830-842.
Al-Mu'tasim var son till Harun al-Rashid och efterträdde sin bror Al-Ma'mum på tronen. Han lät bygga staden Samarra och gjorde den till sin huvudstad. Al-Mu'tasim började använda turkiska legosoldater i sina arméer, vilka senare skulle få stort inflytande. I religiöst avseende fortsatte han att främja frisinnade läror och försökte med våld ge dem ökad spridning. Han efterträddes på tronen av sin son Al-Wathiq.